# Ла-Гард (тауншип, Миннесота)
Ла-Гард (англ. La Garde) — тауншип в округе Маномен, Миннесота, США. На 2000 год его население составило 137 человек.

## География
По данным Бюро переписи населения США площадь тауншипа составляет 92,7 км², из которых 87,0 км² занимает суша, а 5,7 км² — вода (6,17 %).

## Демография
По данным переписи населения 2000 года здесь находились 137 человек, 43 домохозяйства и 30 семей. Плотность населения —  1,6 чел./км². На территории тауншипа расположена 51 постройка со средней плотностью 0,6 построек на один квадратный километр. Расовый состав населения: 68,61 % белых, 23,36 % коренных американцев и 8,03 % приходится на две или более других рас.
Из 43 домохозяйств в 41,9 % воспитывались дети до 18 лет, в 62,8 % проживали супружеские пары и в 30,2 % домохозяйств проживали несемейные люди. 30,2 % домохозяйств состояли из одного человека, при том 11,6 % из — одиноких пожилых людей старше 65 лет. Средний размер домохозяйства — 2,81, а семьи — 3,60 человека.
27,7 % населения — младше 18 лет, 6,6 % — в возрасте от 18 до 24 лет, 24,1 % — от 25 до 44, 27,0 % — от 45 до 64, и 14,6 % — старше 65 лет. Средний возраст — 39 лет. На каждые 100 женщин приходилось 136,2 мужчин. На каждые 100 женщин старше 18 приходилось 147,5 мужчин.
Средний годовой доход домохозяйства составлял 31 563 доллара, а средний годовой доход семьи —  39 375 долларов. Средний доход мужчин —  16 875  долларов, в то время как у женщин — 16 563. Доход на душу населения составил 9926 долларов. За чертой бедности находились 8,7 % семей и 19,7 % всего населения тауншипа, из которых 12,2 % младше 18 и 40,9 % старше 65 лет.